# Asier Del Horno
Asier del Horno Cosgaya (Barakaldo, 1981. január 19. –) spanyol labdarúgó. A spanyol labdarúgó-válogatott tagjaként tíz mérkőzést játszott, és két gólt szerzett.

## Pályafutása

### Klubcsapatban

#### Athletic Bilbao
Del Horno a baszk Barakaldo városában született, pályafutását pedig az Athletic Club csapatában kezdte. Tizenkilenc évesen mutatkozott be a felnőtt csapatban a 2000-2001-es bajnoki idény első fordulójában. Első idényében tizennégy mérkőzésen lépett pályára a baszk együttesben.

#### Chelsea
2005 júniusában del Horno az angol Chelsea játékosa lett, a londoni klub 8 000 000 eurót fizetett érte.  Az itt töltött egy szezonjában szerezte pályafutása első és egyetlen bajnoki címét. Az idény során 25 bajnokit, összesen 34 tétmérkőzést játszott. 2005. augusztus 27-én a Tottenham Hotspur ellen szerezte a csapat színeiben első gólját. Február 22-én a F Barcelona elleni bajnokok Ligája mérkőzésen kiállították, miután szabálytalankodott Lionel Messi ellen. Csapata 2-3-as összesítéssel esett ki a sorozatból.

#### Valencia
2006. július 21-én visszatért Spanyolországba és a Valencia játékosa lett. 8 000 000 euróért cserébe négy évre írt alá. 2007. március 3-án debütált új csapatában a Celta Vigo ellen 1-0-ra megnyert hazai bajnokin.
Az új vezetőedző, Quique Sánchez Flores nem adott neki elegendő játéklehetőséget, így a 2007-2008-as szezon előtt átadólistára került. Az átigazolási szezon utolsó napján megegyezett volt klubjával, az Athletic Bilbaóval, hogy egy évre kölcsönben náluk folytatja. Tizenhat bajnokit játszott, többször sérülések hátráltatták. A  2009-10-es szezon második felében ismét kölcsönadták, ezúttal a Real Valladolidnak.
A következő szezont ugyancsak kölcsönben, a Levante csapatánál töltötte. Itt rendszeresen számítottak a játékára, majd amikor 2011 augusztusában a Valencia felbontotta a szerződését, a Levante végleg megszerezte a játékjogát. Miután a következő szezonban is több mérkőzést kellett kihagynia sérülés miatt, del Horno 2012 nyarán bejelentette visszavonulását. 

### A válogatottban
2004. szeptember 3-án lépett először pályára a spanyol válogatottban a skótok ellen. Egy hónappal később az ő góljával győzték le Angliát 1–0-ra. Luis Aragonés szövetségi kapitány sérülése miatt nem számíthatott rá a 2006-os világbajnokságon.
Del Horno négyszer pályára lépett a baszk válogatottban is.

## Statisztika
| Szezon   | Klub            | Bajnokság | Pályára lépés | Gól | Kupa  | Pályára lépés | Gól | Szuperkupa | Pályára lépés | Gól | Európai  | Pályára lépés | Gól | Nemzetközi | Pályára lépés | Gól |
| -------- | --------------- | --------- | ------------- | --- | ----- | ------------- | --- | ---------- | ------------- | --- | -------- | ------------- | --- | ---------- | ------------- | --- |
| 2000–01  | Athletic Bilbao |           | 14            | 0   |       | 1             | 0   |            | 0             | 0   |          | 0             | 0   |            | 0             | 0   |
| 2001–02  | Athletic Bilbao |           | 10            | 1   |       | 2             | 0   |            | 0             | 0   |          | 0             | 0   |            | 0             | 0   |
| 2002–03  | Athletic Bilbao |           | 24            | 4   |       | 1             | 0   |            | 0             | 0   |          | 0             | 0   |            | 0             | 0   |
| 2003–04  | Athletic Bilbao |           | 31            | 5   |       | 0             | 0   |            | 0             | 0   |          | 0             | 0   |            | 0             | 0   |
| 2004–05  | Athletic Bilbao |           | 29            | 3   |       | 6             | 1   |            | 0             | 0   |          | 8             | 3   |            | 7             | 2   |
| 2005–06  | Chelsea         |           | 25            | 1   |       | 4             | 0   |            | 1             | 0   |          | 4             | 0   |            | 3             | 0   |
| 2006–07  | Valencia        |           | 6             | 0   |       | 0             | 0   |            | 0             | 0   |          | 2             | 0   |            | 0             | 0   |
| 2007–08  | Athletic Bilbao |           | 16            | 0   |       | 5             | 1   |            | 0             | 0   |          | 0             | 0   |            | 0             | 0   |
| 2008–09  | Valencia        |           | 9             | 0   |       | 4             | 0   |            | 0             | 0   |          | 8             | 2   |            | 0             | 0   |
| 2009–10  | Valencia        |           | 0             | 0   |       | 0             | 0   |            | 0             | 0   |          | 0             | 0   |            | 0             | 0   |
| 2009–10  | Valladolid      |           | 13            | 0   |       | 0             | 0   |            | 0             | 0   |          | 0             | 0   |            | 0             | 0   |
| összesen | összesen        | összesen  | 177           | 14  | Total | 23            | 2   | összesen   | 1             | 0   | összesen | 22            | 5   | összesen   | 10            | 2   |

## Sikerei, díjai
Chelsea
- Premier League: 2005–06
- Community Shield: 2005